# Clásica de Almería 1997
La Clásica de Almería 1997, dodicesima edizione della corsa, si disputò il 2 marzo 1997 su un percorso di 188 km. Fu vinta dall'italiano Massimo Strazzer, che terminò in 4h43'51". La gara era classificata di categoria 1.4 nel calendario dell'UCI.

## Ordine d'arrivo (Top 10)
| Pos. | Corridore         | Squadra       | Tempo    |
| ---- | ----------------- | ------------- | -------- |
| 1    | Massimo Strazzer  | Roslotto      | 4h43'51" |
| 2    | Max van Heeswijk  | Rabobank      | s.t.     |
| 3    | Ján Svorada       | Mapei-GB      | s.t.     |
| 4    | Sergej Smetanin   | Deportpublic  | s.t.     |
| 5    | Jeremy Hunt       | Banesto       | s.t.     |
| 6    | Frederico Colonna | Asics-C.G.A.  | s.t.     |
| 7    | Marco Artunghi    | Mercatone Uno | s.t.     |
| 8    | Maurizio Molinari | Asics-C.G.A.  | s.t.     |
| 9    | Mario Chiesa      | Asics-C.G.A.  | s.t.     |
| 10   | José Javier Gómez | Kelme         | s.t.     |